# لامار مايلز
لامار مايلز (بالإنجليزية: Lamar Myles)‏ هو لاعب كرة قدم أمريكية أمريكي، ولد في 7 يناير 1986 في وينتر هافن في الولايات المتحدة.